# Мангиты (деревня)
Мангиты — исчезнувшая деревня в Венгеровском районе Новосибирской области России. На момент упразднения входила в состав Воробьёвского сельсовета. Исключена из учётных данных в 1972 году.

## География
Располагалась на левом берегу реки Будайка, в 4,5 км к северо-востоку от села Воробьёво.

## История
Аул Мангыты был основан в 1837 году. В 1928 году состоял из 11 хозяйств. В административном отношении входила в состав Акбалыкского сельсовета Меньшиковского района Барабинского округа Сибирского края.
Решением Новосибирского облисполкома от 24.04.1972 г. № 264 деревня Мангиты исключена из учётных данных как фактически не существующая.

## Население
По переписи 1926 г. в ауле проживало 54 человека (23 мужчины и 31 женщина), основное население — барабинцы.